# Vovin
Vovin (en enoquiano Dragón) es el séptimo álbum de estudio de la banda sueca de metal sinfónico Therion, publicado el 4 de mayo de  1998 por Nuclear Blast. 
Vovin es probablemente uno de los más recordados y famosos álbumes de la banda, además de continuar con la tendencia musical de Theli, incorpora por primera vez una orquesta sinfónica real y una composición mucho más compleja. Siendo hasta ahora el disco más vendido de la banda (más de 160 000 copias), cuenta con la participación de las solistas Martina Astner y Sarah Jezebel Deva. Este álbum fue compuesto en su totalidad por Christofer Johnsson, quien en el momento era el único miembro permanente de la banda.

## Lista de canciones
1. "The Rise of Sodom and Gomorrah" - 6:45
2. "Birth of Venus Illegitima" - 5:13
3. "Wine of Aluqah" - 5:02
4. "Clavicula Nox" - 8:47
5. "The Wild Hunt" - 3:47
6. "Eye of Shiva" - 6:17
7. "Black Sun" - 5:08
8. "Draconian Trilogy: The Opening" - 1:28
9. "Draconian Trilogy: Morning Star" - 3:34
10. "Draconian Trilogy: Black Diamonds" - 2:56
11. "Raven of Dispersion" - 5:57
12. "The King" (Accept cover)

## Músicos
- Christofer Johnsson - Guitarra, Teclados
- Tommy Eriksson - Guitarra
- Jan Kazda - Bajo
- Wolf Simons - Batería
- Waldemar Sorychta - Guitarras adicionales
- Siggi Bemm - Guitarras adicionales
- Lorentz Aspen - Órgano Hammond en "Draconian Trilogy: The Opening", "Draconian Trilogy: Morning Star" y "Draconian Trilogy: Black Diamonds"
- Ralf Scheepers - Voz líder en "The Wild Hunt"
- Martina Astner - Voces Soprano y Alto (Solo, Dueto)
- Sarah Jezebel Deva - Voces Soprano y Alto (Solo, Dueto)

### Coro
- Eileen Kupper - soprano
- Angelica Märtz - soprano
- Dorothea Fischer - alto
- Anne Tributh - alto
- Gregor Dippel - tenor
- Max Cilotek - tenor
- Javier Zapater - bass
- Jochen Bauer - bass

### Orquesta Indigo
La Orquesta Indigo se encargó de la orquestación:
- Petra Stalz - violín
- Heike Haushalter - violín
- Monika Maltek - viola
- Gesa Hangen - Chelo
- Alois Kott - Contrabajo